# Ronde van Nederland 2004
De Ronde van Nederland 2004 werd gehouden van 24 tot 28 augustus. Hij werd gewonnen door Erik Dekker, die een voorsprong had van slechts één seconde op Vjatsjeslav Jekimov, de nummer twee en drager van de leiderstrui tot de laatste etappe.

## Deelnemende ploegen
| - US Postal Service - Berry Floor - De Nardi - Fassa Bortolo - Rabobank - Chocolade Jacques-Wincor Nixdorf | - Quick Step-Davitamon - T-Mobile Team - Lotto-Domo - Team CSC - Phonak Hearing Systems | - Lampre - Saunier Duval - Prodir - BankGiroLoterij - Landbouwkrediet - Colnago - Domina Vacanze |

## Etappe-overzicht
| Datum | Etappe   | Parcours                    | Afstand  | Winnaar             | Tweede            | Derde              | Leider              |
| ----- | -------- | --------------------------- | -------- | ------------------- | ----------------- | ------------------ | ------------------- |
| 24/8  | Etappe 1 | Oudenbosch - Hoorn          | 205 km   | Max van Heeswijk    | Francesco Chicchi | Aurélien Clerc     | Max van Heeswijk    |
| 25/8  | Etappe 2 | Bolsward - Nijverdal        | 182,5 km | Max van Heeswijk    | Aljaksandr Oesaw  | Stefan van Dijk    | Max van Heeswijk    |
| 26/8  | Etappe 3 | Kleef - Goch                | 86,2 km  | Alessandro Petacchi | Lars Michaelsen   | Luciano Pagliarini | Max van Heeswijk    |
| 26/8  | Etappe 4 | Goch - Goch (t)             | 22,2 km  | Vjatsjeslav Jekimov | Marc Wauters      | Floyd Landis       | Vjatsjeslav Jekimov |
| 27/8  | Etappe 5 | Düsseldorf - Sittard/Geleen | 221,9 km | Léon van Bon        | Marc Streel       | Manuel Quinziato   | Vjatsjeslav Jekimov |
| 28/8  | Etappe 6 | Sittard/Geleen - Landgraaf  | 197,7 km | Erik Dekker         | Marc Wauters      | Fabrizio Guidi     | Erik Dekker         |

## Eindklassementen
| Algemeen Klassement | Algemeen Klassement | Algemeen Klassement | Algemeen Klassement |
| ------------------- | ------------------- | ------------------- | ------------------- |
| 1.                  | Erik Dekker         | Nederland           | 21u 21' 52"         |
| 2.                  | Vjatsjeslav Jekimov | Rusland             | + 01"               |
| 3.                  | Marc Wauters        | België              | + 04"               |
| 4.                  | Bart Voskamp        | Nederland           | + 20"               |
| 5.                  | Bobby Julich        | Verenigde Staten    | + 21"               |
| 6.                  | Frank Høj           | Denemarken          | + 34"               |
| 7.                  | Rolf Aldag          | Duitsland           | + 35"               |
| 8.                  | Cyril Dessel        | Frankrijk           | + 44"               |
| 9.                  | László Bodrogi      | Hongarije           | + 44"               |
| 10.                 | Marco Pinotti       | Italië              | + 49"               |

| Puntenklassement | Puntenklassement | Puntenklassement | Puntenklassement |
| ---------------- | ---------------- | ---------------- | ---------------- |
| 1.               | Max van Heeswijk | Nederland        | 40 punten        |
| 2.               | Fabrizio Guidi   | Italië           | 26 punten        |
| 3.               | Stefan van Dijk  | Nederland        | 22 punten        |
| 4.               | Aljaksandr Oesaw | Wit-Rusland      | 19 punten        |
| 5.               | Erik Dekker      | Nederland        | 15 punten        |

| Tussensprintklassement | Tussensprintklassement | Tussensprintklassement | Tussensprintklassement |
| ---------------------- | ---------------------- | ---------------------- | ---------------------- |
| 1.                     | Erik Dekker            | Nederland              | 6 punten               |
| 2.                     | Tony Bracke            | België                 | 6 punten               |
| 3.                     | Rik Reinerink          | Nederland              | 5 punten               |
| 4.                     | Stephan Schreck        | Duitsland              | 4 punten               |
| 5.                     | Kim Kirchen            | Luxemburg              | 3 punten               |

| Jongerenklassement | Jongerenklassement | Jongerenklassement | Jongerenklassement |
| ------------------ | ------------------ | ------------------ | ------------------ |
| 1.                 | Maxime Monfort     | België             | 21u 23' 21"        |
| 2.                 | Manuel Quinziato   | Italië             | + 03"              |
| 3.                 | Manuele Mori       | Italië             | + 1' 21"           |
| 4.                 | David Zabriskie    | Verenigde Staten   | + 1' 29"           |
| 5.                 | Vladimir Goesev    | Rusland            | + 3' 14"           |

| Ploegenklassement | Ploegenklassement             | Ploegenklassement |
| ----------------- | ----------------------------- | ----------------- |
| 1.                | Team CSC                      | 64u 07' 21"       |
| 2.                | Rabobank                      | + 34"             |
| 3.                | T-Mobile Team                 | + 1' 49"          |
| 4.                | Lampre                        | + 2' 31"          |
| 5.                | US Postal Service-Berry Floor | + 4' 07"          |

1948 · 1949 · 1950 · 1951 · 1952 · 1953 · 1954 · 1955 · 1956 · 1957 · 1958 · 1959 · 1960 · 1961 · 1962 · 1963 · 1964 · 1965 · 1966 · 1967 · 1968 · 1969 · 1970 · 1971 · 1972 · 1973 · 1974 · 1975 · 1976 · 1977 · 1978 · 1979 · 1980 · 1981 · 1982 · 1983 · 1984 · 1985 · 1986 · 1987 · 1988 · 1989 · 1990 · 1991 · 1992 · 1993 · 1994 · 1995 · 1996 · 1997 · 1998 · 1999 · 2000 · 2001 · 2002 · 2003 · 2004 · 2005 · 2006 · 2007 · 2008 · 2009 · 2010 · 2011 · 2012 · 2013 · 2014 · 2015 · 2016 · 2017 · 2018 · 2019 · 2020 · 2021 · 2022 · 2023 · 2024